# Classe Harusame
La classe Harusame (春雨型駆逐艦, Harusamegata kuchikukan) est une classe de sept torpilleurs-destroyers construits pour la Marine impériale japonaise.

Ils furent les premiers à être construits au Japon, à l'Arsenal naval de Kure et de Yokasuka.

## Contexte
Les destroyers de 3e classe Harusame ont été commandés dans le cadre du budget de l'exercice 1894, dans un plan de modernisation et d'extension de la Marine impériale japonaise après avoir tiré les leçons de la Première Guerre sino-japonaise (1894-1895). Afin de réduire les coûts et d'aider au développement de la construction navale japonaise, il a été décidé de construire cette nouvelle série au Japon après les achats effectués au Royaume-Uni.

## Conception
Les navires de la classe Harusame intègrent les meilleures caractéristiques des modèles existants dans l'inventaire de la Marine. La proue et la moitié avant reprennent la conception de la classe Ikazuchi construite par Yarrow Shipbuilders, la partie arrière celle de la classe Murakumo de John I. Thornycroft & Company.

Les navires ont été alimentés par des moteurs à vapeur à triples extension avec des chaudières à tubes d'eau alimentées au charbon.

Les deux canons de 76 mm sont montés dans un " kiosque à musique " sur le gaillard d'avant, les quatre canons Hotchkiss de 57 mm étaient répartis (deux devant la tourelle de commandement, deux entre les entonnoirs). Les deux tubes simples pour les torpilles sont en poupe.

## Service
Les destroyers de classe Harusame sont lancés à temps pour être utilisé au cours de la Guerre russo-japonaise de 1904-1905 et ont pris part à la Bataille de Tsushima

Le Hayatori a coulé sur une mine lors du cnflit de Port-Arthur.

En 1912 les cinq navires en service ont été reclassés en destroyer de 3e classe et enlevés de la première ligne de combat. Toutefois ils reprirent le service au début de la Première Guerre mondiale. Après la fin de la guerre, les survivants ont été démilitarisés pour servir de dragueur de mines jusqu'en 1922 puis de navires auxiliaires non armés. Ils ont été détruits entre 1924 et 1926.

## Les unités
| Nom      | Chantier naval            | Quille            | Lancement        | Service           | Fin de carrière |
| -------- | ------------------------- | ----------------- | ---------------- | ----------------- | --------------- |
| Harusame | Arsenal naval de Yokosuka | 1er février 1902  | 31 octobre 1902  | 26 juin 1903      | détruit en 1926 |
| Murasame |                           | 20 mars 1092      | 29 novembre 1902 | 7 juillet 1903    | détruit en 1926 |
| Hayatori |                           | 15 avril 1902     | 12 mars 1903     | 24 août 1903      | coulé en 1905   |
| Asagiri  |                           | 15 avril 1902     | 15 avril 1903    | 18 septembre 1903 | détruit en 1926 |
| Ariake   | Arsenal naval de Kure     | 30 juin 1904      | 17 décembre 1904 | 15 mars 1905      | retiré en 1924  |
| Fubuki   |                           | 29 septembre 1904 | 21 janvier 1905  | 28 février 1905   | détruit en 1924 |
| Arare    |                           | 29 octobre 1904   | 5 avril 1905     | 10 mai 1905       | détruit en 1924 |